# Adelantado

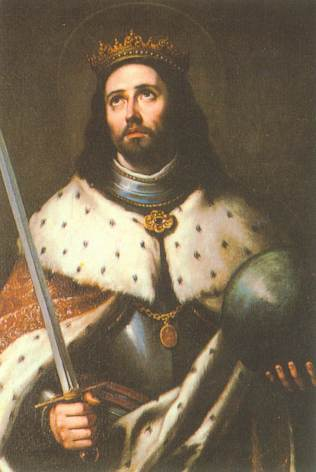
Muchos autores atribuyen la figura del adelantado mayor a Fernando III de Castilla, pero Duarte Núñez de León escribió que el padre de ese rey, Alfonso IX, tuvo ya por «Adelantado de León» a Martín Sánchez, hijo de don Sancho.

Un adelantado era un alto dignatario español que llevaba a cabo o adelante una empresa pública  por mandato de servicio, cuenta y bajo designio real.  En las Siete Partidas, Alfonso X lo definió como homólogo de las funciones Præses Provinciæ (gobernador romano) y en otra como Præfectus legionis (prefecto romano). El adelantado es la reunión unipersonal de ambos cargos para dos tiempos, paz y guerra, que entre otras especialidades lo caracterizan. Su rango de dignidad era análogo al del almirante antiguo, por encima únicamente el virrey —cuando lo hubiera— y si no el rey o el reino. Tenía asignada y apoderada una jurisdicción territorial denominada adelantamiento.   
Tuvo dos formas principales históricas, el «adelantado mayor» (apoderado por rey o reina) y el «adelantado mayor de cortes» (apoderado por estas). A partir de la conquista de América y tras la evolución de las Leyes de Indias que desembocaron en las Leyes Nuevas de Carlos I, la antigua figura del adelantado mayor, con raíces en la alta nobleza, fue frecuentemente asumida por la baja nobleza o las oficialidades basadas en la experiencia de carrera militar. Quedó subrogada y enteramente regulada por estas «Nuevas leyes» desde 1542. 
En la primera mitad del siglo XVII, Quevedo escribiría este soneto dedicado al Duque de Lerma:

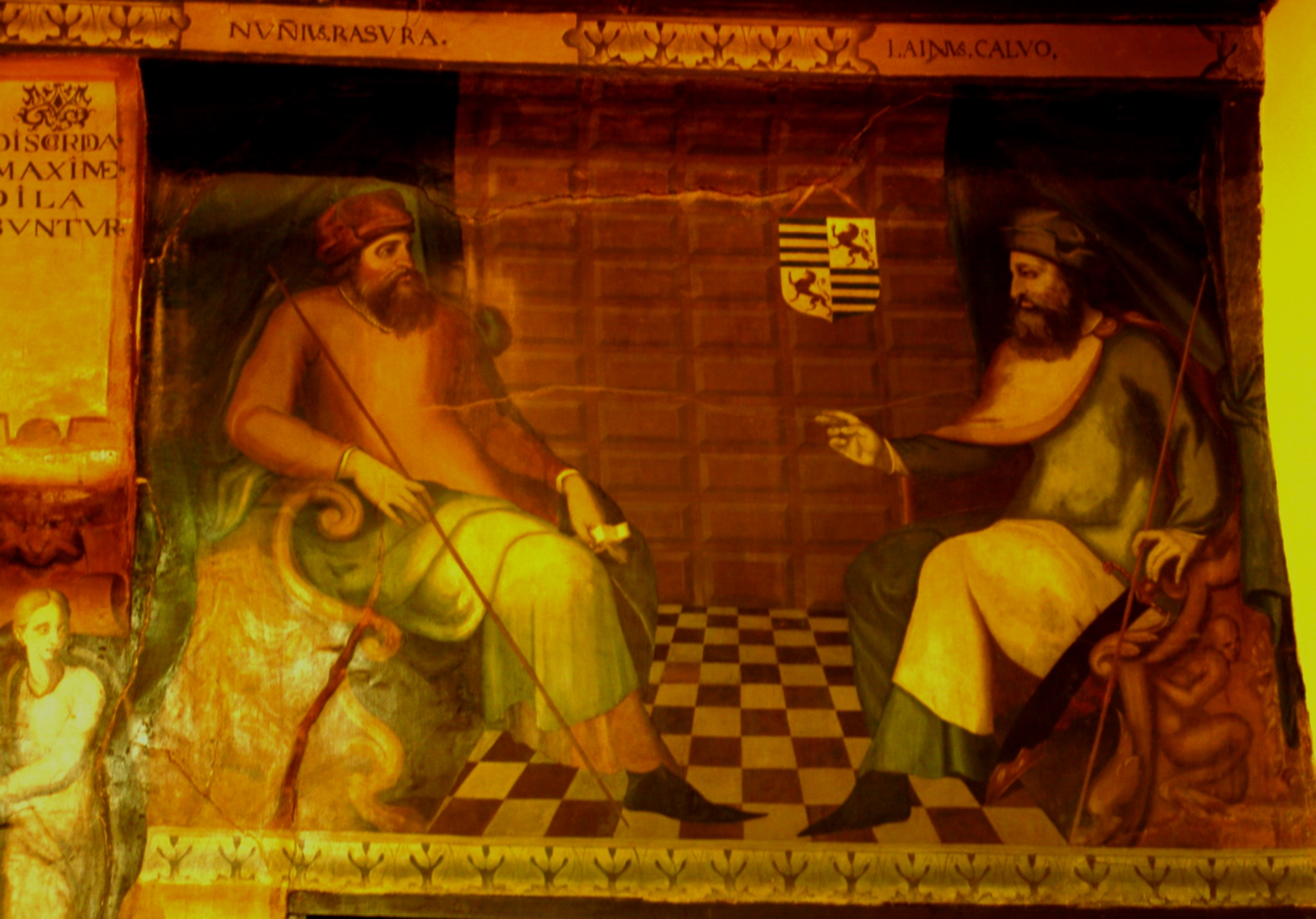
Nuño Núñez Rasura, Juez Supremo de Castilla y uno de sus legisladores. Nació en Amaya (Burgos) el año 789 y murió alrededor de 862. Amaya fue reconquistada por Alfonso I de Asturias.

Corona de Castilla hacia 1360 y ámbito de adelantamientos.

«Tú en cuyas venas caben cinco Grandes. A quien hace mayores tu cuchilla. Eres adelantado de Castilla. Y en el peligro adelantado en Flandes.»
Francisco de Quevedo, Mus. I, Son. 14

## Adelantados durante la historia medieval de España o Medioevo
El término «adelantado», referido a las oficialidades del rey y de los concejos, comienza a aparecer por primera vez en documentos navarros y castellanos del siglo XI, aunque se ignora qué competencias tenían exactamente aquellos primeros oficiales.
El título de «adelantado mayor» se otorgaba, usualmente, a individuos distinguidos o apreciados por sus cualidades militares, pero ante todo las leales, aparejando al encargo real la inherente cobertura de poderes jurídico materiales para «adelantar» la empresa propuesta y desempeñado por alguien que estaba en la confianza del rey o de las cortes, de ordinario por hechos consumados de armas o vínculos de parentesco con otros adelantados. Algunos historiadores, como Duarte Núñez de León, Salazar de Mendoza o Francisco de Berganza, los encuentran denominados como tales siglos antes de la recopilación de leyes de Alfonso X en las Partidas.
Durante la Baja Edad Media era un cargo oficial del Reino de León, del Reino de Castilla y de la Corona castellana y leonesa que tuvo competencias militares, gubernativas y judiciales sobre una circunscripción determinada. Las facultades de los adelantados se describen sumariamente en la ordenación de los oficios de la administración de Justicia hecha por Enrique II en las Cortes de Toro de 1371.

## Antecedentes en León y en Castilla
Modesto Lafuente escribió acerca del Adelantamiento y de la figura del adelantado tomando los datos de Salazar de Mendoza: 
Atribuyen muchos autores a San Fernando la institución de esta nueva dignidad en Castilla. Sin embargo, Duarte Nuñez de León escribe que el padre de este rey, don Alfonso IX, tuvo ya por «adelantado de León» a su primo hermano y cuñado Martín Sánchez, hijo de don Sancho el poblador de Portugal. Salazar de Mendoza cuenta ya como «adelantado de Extremadura» a Fernan Fernández en tiempo de don Alfonso el Noble. Continúa Salazar diciendo que en la historia de San Pedro de Arlanza, se dice, que Nuño Núñez Rasura, casó con Theudia, hija de Theudio «adelantado de León».
- Por Extremadura se entendía entonces la corriente del Duero desde la ciudad de Soria, que se llamó Puerta de Extremadura.

Fueron adelantados mayores:
- León: Pedro Núñez de Guzmán, hijo de Guillén Pérez de Guzmán.
- Castilla: Sancho Sánchez de Velasco, Garcilaso II de la Vega, García Fernández Manrique, Pedro Ruiz de Villegas II, Diego Pérez de Sarmiento.

### Adelantamientos de frontera
Como todos los demás, estos lo eran en el ambiente o contexto de guerra aunque emplazados en las líneas de frontera. La «Frontera de Andalucía»  fue establecida por reconquistas a los musulmanes, en plena época de repartición de tierras entre los repobladores cristianos, fundación de concejos y concesión de fueros. El monarca necesitaba, para gobernar y poblar los territorios ganados en Andalucía, un representante leal en quien delegar sus poderes para administrar las funciones gubernativas, judiciales y sobre todo las militares, por el riesgo latente de contraofensiva.
Existía el título de frontero o jefe militar de la frontera. Berganza nombra como primer «adelantado de frontera» a Sancho Martínez de Xodar del Señorío de Jódar. El primer adelantado de frontera en la época de Fernando III de Castilla, para la Frontera de Andalucía, fue Álvaro Pérez de Castro el Castellano. Muerto este, fue sucedido por Rodrigo Alfonso de León, hijo de Alfonso IX de León, con título de «la Frontera», con absoluto gobierno en la paz y en la guerra. Del Reino de Murcia (Corona de Castilla) lo fue el infante Manuel de Castilla, hijo del rey Fernando III de Castilla.
- De la Casa de Castro hubo varios «adelantados mayores».

Los jefes de las expediciones recibían el nombre de Adelantados. El adelantado ejercía el gobierno de los territorios incorporados a la Corona con funciones políticas, administrativas y militares.

## Recogimiento en leyes nominado como oficio por Alfonso X ca. 1256
De este modo, se recogió y definió en el compendio normativo de Las Siete Partidas esta novedosa, que no nueva, dignidad oficial, «el adelantado mayor», un juez territorial que constituía la instancia intermedia entre los tribunales de la corte y los jueces locales, pero que también ejecutaba las órdenes del monarca y lo representaba en la demarcación. No será hasta el reinado de Alfonso X el Sabio cuando, en el contexto de la profunda reorganización política y administrativa impulsada por este soberano en los reinos de Castilla y de León, el oficio de adelantado se extienda y adquiera importancia en la administración de justicia. Se trató de una de las muchas medidas dirigidas a aumentar el poder de la burocracia regia frente a concejos, nobleza e Iglesia.

### Del Adelantado en leyes de Partida e interpretación de Salazar de Mendoza
Adelantado, dice la ley de Partida (L. 22, tit. 9. p.2):

(...) tanto quiere decir como ome metido adelante en algún fecho señalado por mandado del rey: é por esta razón el que antiguamente era puesto sobre la «tierra grande», llamaronlo en latín «Præses Provinciæ». (...) El oficio de este es muy grande, ca es puesto por mandado del rey sobre todos los merinos, también sobre todos los de las comarcas, é alfozes, como sobre los otros de las villas (...) el puede oír las alçadas, que fiziesen los homes de los juizios que diesen los alcaldes de las villas contra ellos, de que se tuviesen por agraviados aquellos que el rey oyria si en la tierra fuese.

En otra (L. 2 tit. 9 p. 2) es llamado Adelantado o «Præfectus legionis» el Capitán general. Otra (L. 19 tit. 9.) habla del «Adelantado de la Corte», que es el presidente del Consejo.
- Præses: praeses, praesidis: (el término es históricamente complejo, puede simplificarse como gobernador). Provinciæ: (provincia o «tierra grande»).
- Præfectus: praefectus: (prefecto). Legionis: legiô, legiônis: (legión).

- Prefecto romano: Sus atribuciones abarcaron tanto el ámbito militar como el civil. El cargo tenía un rango variable y normalmente era ocupado por una persona procedente del orden ecuestre. En el ámbito civil, el prefecto no era un magistrado, sino un sustituto del mismo. El prefecto de Roma o prefecto de la ciudad (del latín praefectus urbis) asumía en la Antigua Roma las funciones del rey en ausencia de este. Más tarde hizo lo mismo con las funciones consulares, hasta que tal misión pasó a los pretores.

#### Del significado de Adelantado del rango y de su homología en Aragón
Dice Mendoza que: 
- Según esto,

el adelantado en la paz, es presidente y Justicia mayor de algún Reyno, provincia o distrito: y en la guerra el capitán General. También se entedera de las dichas leyes y de otras, cuan cualificado y preheminente oficio fue este de los Adelantados. Una ley le iguala al de Almirante, ordenando, que sean castigados ambos, con una misma pena, cuando lo merecieren.

Al Canciller mayor de la Corte, tenedor del sello supremo de la Puridad, le están señalados (a reconocer, sellar) seiscientos maravedís por los derechos del «titulo de adelantado»: y otros tantos por el de Almirante: y otros tantos por el de Duque. Por el de Marqués y Conde cuatrocientos maravedís. (Adelantado, Almirante y Duque, mismo rango de dignidad y más que Marqués o Conde).

- En los pregones se decía: «'Manda el Rey y su Adelantado» se haga esto y lo otro.

- Dice Salazar de Mendoza que Adelantado significa «hombre antepuesto o preferido», como dice la dicción y la ley primera de la partida tercera en el título cuarto (Partidas).

- En Aragón son llamados «sobre junteros», como si dijesen, sobre las juntas, «Presidente de las juntas o Comunidades».

## La institución del Adelantado desde 1256
Después de la experiencia satisfactoria en el sur, el cargo se extendió en 1258 a las merindades mayores de Castilla, León, Galicia y Murcia. Sustituía así a otros oficiales, los merinos mayores, que sólo tenían competencias ejecutivas, pero no podían juzgar. En los años siguientes, «merino mayor» se convirtió en sinónimo de «adelantado mayor» en el norte peninsular, mientras que en Andalucía y Murcia siempre se les llamó «adelantados mayores». A lo largo del siglo siguiente los adelantados de Andalucía y, sobre todo, de Murcia fueron adquiriendo cada vez más competencias militares, que más tarde serían consideradas como las esenciales del cargo. 
A partir de 1258, los adelantados mayores fueron nombrados casi siempre entre los miembros de la alta nobleza ("ricoshombres") y de la familia real. Fue llamativo el caso de Murcia, donde don Juan Manuel, sobrino de Alfonso X, monopolizó el adelantamiento durante la primera mitad del siglo XIV. A tal punto llegó el dominio de las grandes familias, que después del reinado de Enrique II de Trastámara ciertos linajes consiguieron en propiedad el título de adelantado: los Manrique en Castilla, los Quiñones en León, los Fajardo en Murcia, los Ribera-Enríquez en Andalucía y los duques de Maqueda en el reino de Granada. Paralelamente a este proceso, el oficio fue despojado poco a poco por la monarquía de todo su contenido, pues sus funciones pasaron a ser gestionadas por otras instituciones (Audiencias, corregidores, etc). Aunque hubo algún intento de recuperar las competencias tradicionales del oficio (por ejemplo, Pedro Enríquez en Andalucía), lo cierto es que a fines de la Edad Media el de adelantado había pasado a ser un título meramente honorífico.

## El almirante y el adelantado mayor de la mar en elsigloXIII
La Academia de la Historia publicó procedente de la Colección del marqués de Valdeflores, tom. IX el siguiente privilegio que explica de forma literal el significado del adelantado mayor en el siglo XIII (1298 o 1260?). 
- Privilegio del Rey D. Alfonso X nombrando almirante (almirage) y adelantado mayor de la mar á D. Juan García:

Sepan todos los omes que este privilegio vieren é oyeren, cuemo nos Don Alfonso, por la gracia de Dios Rey de Castiella, de Toledo, de León, de Gallicia, de Sevilla , de Cordova , de Murcia, de Jahen é de toda la Andalucía: Por gran sabor que avemos de «levar adelante el fecho de la cruzada dallende el mar» á servicio de Dios é exaltación de la christiandad, é por pro de nuestros é de nuestro sennorio, facemos nuestro «adelantado maior de la mar á Don Johan García, nuestro mayordomo, é damosle con el adelantamiento todos los derechos que deve haver almirage, que los aia ansi como ningún los obo almirage que fuese de Rey, ni de Emperador, é mandamos á todos los consejos é á todos los lugares de nuestros puertos de Castiella, é de León, é de Gallicia, é del Algarve, é del Andalucía, é de nuestro sennorio, é á todos aquellos que viniesen por mar de qualesquier partes á nuestras tierras, que fagan por el en todo fecho de mar como por nuestro almirage en todas las cosas quel mandare como farian por nos mismo, é quel den todos los derechos del almiraldia complidamente, é recudan con ellos á el, ó al quien el mandare.»

E defendemos que ninguno non sea osado de venir contra este nuestro fecho, nin de minguarle ende ninguna cosa; é quel que lo ficiere terniamos que nos servía mui malamente, como aquel que va contra nuestro mandamiento, é demandar seya nos el cuerpo ó quanto que hoviese. E por que esto sea firme díemosle este nuestro privilegio sellado con nuestro sello de plomo. Fecho el privilegio en Sevilla por nuestro mandado, martes veinte é siete días andados del mes de julio en era de mill é dosientos é noventa é ocho años. E nos sobredicho Rey Don Alfonso, regnante en uno con la Reyna Doña Violant mi mugier, é con nuestro fijo el Infante Don Fernando primero heredero, é con nuestro fijo el Infante Don Sancho, é con nuestro fijo el Infante D. Pedro, en Castiella, en Toledo, en León, en Gallisia, en Sevilla, en Cordova, en Murcia, en Jahen, en Baeza, en Badallos é en Algarve, otorgamos este privilegio é confirmamoslo.

- Almirante en las Partidas de D. Alfonso X:

Almirante es dicho el que es caudillo de todos los que van en los navíos, para fazer guerra sobre mar: é ha tan gran poder quando vá en flota, que es asimismo hueste mayor, o otro armamiento menor, que se faze en lugar de cavalgada, como si el mesmo rey hi fuese. (L. 3, tit. 24, p. 2)

- Almirante (tiene raíces inciertas): una del árabe al-emir (el príncipe). Misma raíz, almirantazgo, etc. derechos de almiraldía (almirantía, almirantazgo) o jurisdicción en tierra o cuando media la mar e inherente a lo militar, estaban apoderados por el rey.

- Este título se encontraba revestido de gran autoridad, poder y preeminencias, que aparecen especificadas por Alfonso X el Sabio en la segunda Partida de las Leyes; en ella se decía que quien fuese elegido, había de llegar ante el rey ataviado con valiosas vestiduras de seda, recibir un anillo en la mano derecha, en señal de la honra que se le hacía, una espada representando el poder delegado.

### Almirage y almiraldías en Navarra
En Navarra, Carlos III de Navarra en los Privilegios de Lesaca y Vera del año 1402 distinguía la almiradía o los almiraldíos que equivalían, en el contexto de las merindades, a divisiones administrativas jurisdiccionales dependientes de la autoridad de un rey. Almirante y Alcalde eran significados homólogos pero diferenciales por su contexto singular de ambientes de guerra o paz. Los «almirantes» (de tierra) lo eran por regir en representación de un rey en un contexto de guerra, regir poblaciones ubicadas en una frontera de guerra (marca, donde deriva Marqués) o en riesgo de ella.

## Adelantamientos

Escudo de la casa de Ribera.

Escudo de la casa de Fajardo.

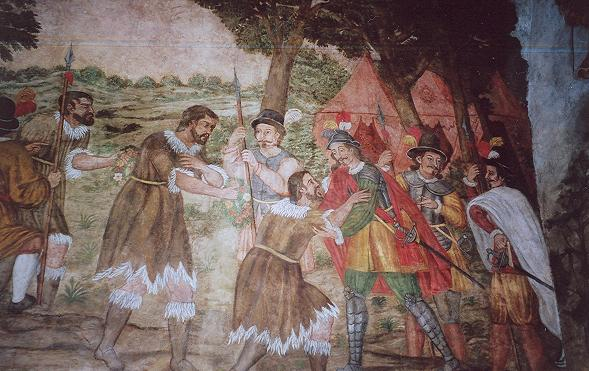
Alonso Fernández de Lugo recibe a los menceyes. Fue el primer Adelantado mayor de Canarias.

Los principales adelantamientos fueron los de Castilla, Andalucía y Murcia, seguidos de Cazorla y Canarias. Hacia 1575 estaba el de Castilla en la casa de Padilla, en Andalucía recaía en la antigua Casa de Ribera y el de Murcia en la Casa de Fajardo.

Otro oficio hay, que hoy es dignidad en estos reynos y es Adelantado, fue cosa en lo antiguo muy estimada y que la daban a principales hombres, no por sucesión más por merced y buenos servicios y por tiempo. El oficio  de adelantado, es ser Corregidor de ciertas ciudades o de una provincia, y propiamente lo llamaremos, como hoy acaece entre los señores, que ponen un gobernador o corregidor en un condado o marquesado, y aún que hay sus tenientes y justicias a él acuden en sus apelaciones y así eran los primeros adelantados en Castilla. Y entre los romanos era lo mesmo que allende del Cónsul o Pretor que gobernaba las Provincias, ponían otros menores gobernadores que le ayudaban. Después en Castilla se mudó este oficio en seguir las armas, y así leemos en las historias que los adelantados en las fronteras capitaneaban y defendían las costas. Jerónimo Román de la Higuera, en 1575.

### Andalucía
Según Jerónimo Román de la Higuera, autor de la cita anterior, este adelantamiento de frontera fue el más antiguo de España. En la frontera de Andalucía se conocía al «Adelantado» como almuqaddám, en castellano almocadén.

### Cazorla
Dice Salazar de Mendoza que la misma antigüedad que tienen estos Adelantamientos, o muy poca menos, tiene el de Cazorla en el Reino de Jaén, porque luego que le ganó el arzobispo Rodrigo Ximénez, proveyó por capitán y caudillo mayor a su sobrino Gil de Rada y que así lo han continuado, hasta su época, los arzobispos de Toledo, cuya es la provisión y los adelantados generales de su iglesia.

### Canarias
Tras la conquista de las islas Canarias por la Corona de Castilla, el capitán conquistador Alonso Fernández de Lugo solicitó a los Reyes Católicos el nombramiento de adelantado mayor de las islas, merced que le fue concedida en 1503. No obstante, el título era meramente honorífico, no poseyendo ningún tipo de función real. El cargo fue heredado por los descendientes de Alonso de Lugo.

## Adelantamientos en América o en la Edad Moderna

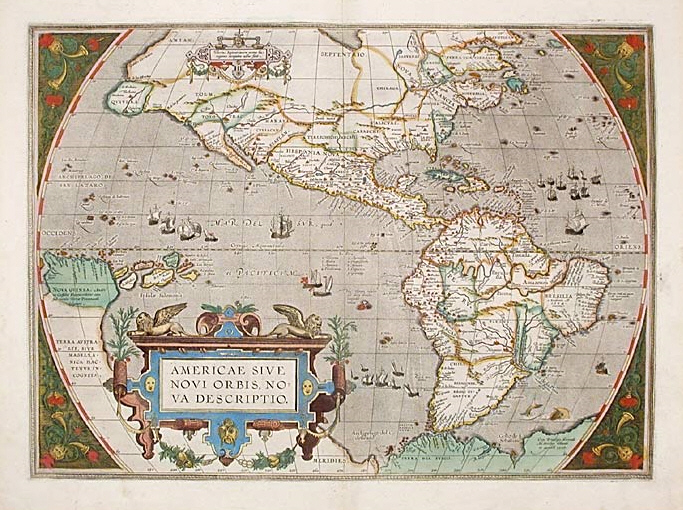
Adelantamientos en el «Nuevo Mundo».

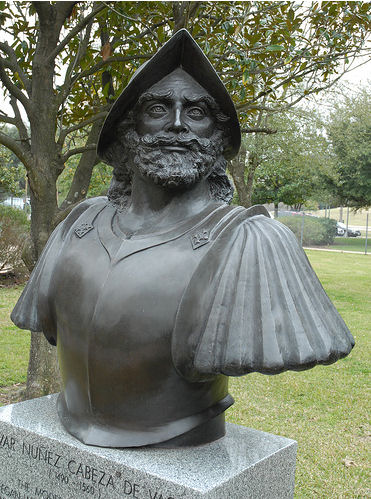
Álvar Núñez Cabeza de Vaca. El rey Carlos I le otorgó el título de Adelantado y le nombró capitán general del Río de la Plata, Paranáguazu y sus anexos.

División de las capitulaciones españolas en Sudamérica en el. Simón de Alcazaba y Sotomayor.

Esta institución derivada del antiguo oficio del Adelantado mayor fue la usada en la conquista de América con sus dos singularidades inherentes, la propia institución y el irrepetible hito. En el «nuevo mundo» los reyes de España concedían, al igual que sus predecesores, el título de Adelantado dentro de la jurisdicción virtual asignada, virtual allí por el desconocimiento previo del terreno, llamadas igualmente Adelantamientos que luego se transformaban paulatinamente de virtuales a provincias y reinos reales, en ambos sentidos. 
Dentro de estos se reconocían o «descubrían» las «nuevas geografías» de las «nuevas tierras» y a sus pobladores, a fin de conocer, apaciguar o conquistar y poblar como nuevas provincias, al antiguo estilo romano, tras fundar nuevos pueblos y ciudades, que constituirían los nuevos reinos nominados de ultramar y que como tales eran cartografiados.

### La empresa América, consideración jurídica y política de la España delsigloXV
Entre el carácter de los descubrimientos y las conquistas realizadas por España y las conquistas hechas por las demás naciones se presentan diferencias. Mientras Los territorios descubiertos y sometidos por las otras naciones constituyeron «colonias» de sus respectivos países, los territorios descubiertos y sometidos por españoles, pertenecieron a la Corona y formaron parte integrante de la Nación desde el primer momento. (Capitulaciones firmadas en Santa Fe el 17 de abril de 1492). 
Los reyes de España, en cuanto se realiza el descubrimiento, agregan a sus títulos tradicionales el de reyes de Indias, y los nuevos países toman los nombres de Nueva España, Nueva Castilla, Nueva Galicia, Nueva Granada, Nueva Toledo, significando así que la vieja Nación se reproducía en los territorios de la joven América tal como ella era, con su pensamiento, con sus creencias, con sus costumbres, con todos sus defectos, pero también con todas sus virtudes.
El título de reyes de las Indias que adoptaron Doña Isabel y Don Fernando, envolvía dos afirmaciones singulares:
1. ª La soberanía del Estado español en los países descubiertos y conquistados y
2. ª La igualdad de condición ante la Corona de los antiguos territorios y de los adquiridos por el descubrimiento y la conquista.

Consecuencia de esto fue que no se considerasen como colonias, sino como provincias o reinos de la Monarquía las constituidas al otro lado del Océano, idénticas en derechos a las de la Península y que Felipe II prohibiese que los caudillos españoles se denominasen conquistadores, indicándoles los nombres de pacificadores o pobladores.

### Consideraciones históricas sobre adelantados de América
En el caso de España, el descubrimiento y la conquista fueron prerrogativas de los Soberanos, no facultades propias de los individuos. Por esto, los Reyes Católicos, que ya por reales cédulas de 5 y 30 de mayo de 1495 determinaron las circunstancias que se debían guardar y observar con las personas que pasaran a la Española, para desde allí ir a poblar lo que en adelante se descubriera, ordenaron el 30 de septiembre de 1501 que ninguno de sus súbditos y vasallos ni cualquiera otro extranjero pudieran ir, sin su especial licencia y mandato, a descubrir por el Océano ninguna provincia de la Tierra Firme de todas sus Indias e islas adyacentes, descubiertas o por descubrir, bajo pena de que el que contraviniere, por el mismo hecho, sin otra sentencia y declaración, perdiera el navío o navíos, mercaderías, bastimentos, armas, pertrechos y cualesquiera otras cosas que llevare, que debían aplicarse a la Cámara y Fisco reales. No debió resultar esto suficiente, y por una ley posterior se impuso la pena de muerte a los que infringieran aquella. (Carlos V cambió esta legislación por pena de ocho años en galeras).
- Es decir, que los particulares no podían por sí solos, prescindiendo del Estado, lanzarse a empresas de descubrimientos ni de conquistas.

Antes de emprender Colón su primer viaje, los reyes capitularon con él, autorizaron su tentativa, fijaron las condiciones en que había de efectuar aquel y determinaron claramente las facultades que le concedían y la forma en que había de ejercerlas.
Cortés, obrando en virtud de delegación de Diego Velázquez, descubrió México, y no obstante hallarse en cierto modo autorizado por el nombramiento que de él había hecho el "Adelantado de Cuba", no bien hubo iniciado la conquista, envió a España a Francisco de Montejo y a Francisco Fernández de Córdoba para que diesen cuenta al Monarca y gestionasen que este le ratificase sus poderes Y lo mismo hicieron Pizarro, Alonso de Ojeda, Diego de Nicuesa, Ponce de León, Díaz de Solís, etc.
Con arreglo a dicha real cédula de 8 de septiembre de 1501, se asentó con Luis de Arriaga que llevaría a las Indias doscientos vecinos, que viviesen y poblasen en ellas, sin sueldo, con ciertas condiciones, una de las cuales fue que harían cuatro poblaciones, de a cincuenta vecinos cada una, a donde se les darían tierras para labrar, con Diego de Lepe, que en todo el mes de noviembre de dicho año saldría con cuatro navíos a descubrir, con Vicente Yáñez Pinzón, sobre las Islas y Tierra Firme que había descubierto, dándole título de Gobernador de algunas de ellas, con Juan de Escalante, para que fuese a descubrir con tres navíos, con Alonso Vélez de Mendaña, para que llevase cincuenta vecinos casados a las Indias, etc. Todos estos debían pagar derechos de cuanto hubiesen y rescatasen.

### Autorización de adelantamientos y de adelantados
Todos los adelantados de América, descubridores y conquistadores, procedieron en virtud del permiso que les otorgaron los reyes, concertando previamente con estos las condiciones en que habían de llevar a cabo sus empresas, recibiendo de los monarcas auxilio moral o material y obrando, en fin, como meros mandatarios. 
- Era la Nación, no los individuos, la que asumía la responsabilidad. A diferencia de Francia, Inglaterra, Holanda o Dinamarca, que no juzgaron nunca las acciones de sus súbditos en las Indias, España juzgó a sus adelantados (con excepción del corsario Walter Raleigh, que fue juzgado en Inglaterra para no serlo en España según Hume).

Por esto los descubridores tomaban posesión de los nuevos territorios en nombre de los Soberanos, y no ostentaban más autoridad que la que los reyes les habían delegado, teniendo que responder de su conducta y responsabilidad, que no era ficticia, pues Oidores y Virreyes hubo que pagaron con la vida sus abusos o que fueron castigados con rigor.
La Corona ejerció desde el primer momento las funciones propias de la soberanía, en todos los territorios descubiertos en el «Nuevo Mundo», con toda la amplitud y con toda la eficacia que consentían la distancia y la dificultad de las comunicaciones.

### Delegación de funciones para la autorización de adelantados
Fue preciso que casi hubiese terminado el período de los descubrimientos, para que los reyes delegasen la facultad de autorizar estos. Así se hizo en 1580, con el gobernador, Presidente y real Audiencia de Filipinas, pero esto como excepción, pues hasta 1628 no se extendió esa delegación a los Virreyes. Aún extendida de tal modo, esa delegación confirma el anterior principio, porque si bien se autorizaba a dichos funcionarios para que pudieran concertar, con personas que les pareciesen a propósito, nuevos descubrimientos y pacificaciones, esta autorización nacía precisa y directamente del Estado, imponiendo a aquellas autoridades el deber de dar cuenta al Rey de esos conciertos y de sus causas.
Los conciertos hechos en virtud de esa delegación tenían carácter interino, debían verificarse en el ínterin, se le decía al Gobernador de Filipinas: que el Rey los aprobaba, y a condición de que se guardasen las leyes dadas para la guerra, pacificación y descubrimiento, reservándose además el monarca la confirmación del nombramiento o elección de las personas con quienes se hiciese capitulación o concierto para ello.

## Recopilación de las Leyes de Indias de 1680
Según la Recopilación de las Leyes de Indias de 1680, que recoge las Ordenanzas de Poblaciones de 1573, las competencias de los adelantados eran jurisdicción civil y criminal en grado de apelación; nombrar regidores y otros cargos en los pueblos de nueva creación; designar interinamente oficiales de la real Hacienda; redactar ordenanzas para el gobierno de la tierra y el trabajo en las minas; dividir su provincia en distritos; organizar milicias y nombrar capitanes. Pero esas leyes se refieren a los jefes de expedición que hubiesen capitulado con la Corona de Castilla y hubiesen sido nombrados como gobernadores de las provincias que explorasen, por lo que en realidad no atribuyen funciones al mero título de adelantado, como se comprueba por el hecho de que nunca se efectuaron juicios de residencia a los adelantados por su condición de tales, sino únicamente cuando ejercían funciones de gobernador. Hubo muchos adelantados, incluso varias mujeres, que no ejercieron funciones gubernativas y solamente ostentaron el título por concesión regia o herencia. Además, cabe notar que después de 1573 prácticamente no se volvió a otorgar el título.

## Los adelantamientos en Indias hasta Álvar Núñez Cabeza de Vaca
El capitán Gonzalo Fernández de Oviedo fue cronista oficial de Carlos I y uno de los cuatro cronistas contemporáneos de Colón, a quien conoció en persona. En su obra Historia general y natural de las Indias, islas y tierra firme, dedicó un sucinto capítulo a los adelantados de Indias. (Lib. 23, cap. 11):

Después que Alvar Nuñez Cabeça de Vaca, el qual es uno de los tres christianos que escaparon de toda el armada de Pamphilo de Narváez (...) Solamente me desplaçe (desagrada) el título de adelantado, porque á la verdad, es mal augurio en Indias tal honor é nombre, é muchos de tal título han avido lastimado fin, como lo podemos ver por don Bartolomé Colom, hermano del primero almirante, que ni dexo heredero ni cosa que de su persona permanezca.

Mirad á Jhoan ponce de León, adelantado de la Florida, muerto por los indios: el adelantado Rodrigo de Bastidas, muerto á traicion á puñaladas por sus soldados: el adelantado Diego Velázquez gastó innumerable dinero en el descubrimiento de la Nueva España, é goçólo otro y él quedóse en blanco: el adelantado Vasco Nuñez de Balboa, adelantado de la mar del Sur y descubridor della primero, fue degollado por traydor, é otros con él, sin ser trayddores: el adelantado liçençiado Lúcas Vázquez de Ayilon, oydor de Su Magestad en el Audiencia real, que reside en esta cibdad de Sancto Domingo, gastó su haçienda é murió en el descubrimiento de çierta gobernaçion que se le dio en la parte del Norte, é aún lo echaron en la mar: Francisco de Garay, adelantado de Panuco, gastó su haçienda con su armada é yr á poblar lo que no sabía, é perdiolo todo é al cabo murió, é aún quisieron algunos deçir que fue entosigado:el adelantado Antonio Sedeño gastó muchos dineros en la conquista de la Trenidad é de la Meta, é al cabo se perdió é murió desastradamente: el adelantado Diego de Ordaz, algo más desatinado que los otros, dexó é perdió quanto tenía é quiso poblar en el río Marañon, é al cabo yendo á España, murió y echáronlo en la mar: el adelantado Hernando de Soto, gobernador de la Isla de Cuba, a viendo ydo cargado de oro á España, passó á la Tierra Firme á poblar, é allá murió é no dexó de sí acuerdo ni memoria: el adelantado Simón de Alcazaba matáronle á trayçion sus mílites: el adelantado Diego de Almagro murió bien y como cathólico: y en fin, su compañero Francisco Piçarro é sus hermanos, en especial Hernando Piçarro, contra toda raçon é justicia le mataron con mal nombre é sin ser sus jueces; pero otro mundo hay sin este.

El adelantado Francisco Piçarro, que después fue marqués, matáronle alevosamente sus enemigos é mílites: el adelantado Pedro de Heredia, gobernador de cartagena, vive é no se puede agora saber cómo acabará: algo peor, que á otros le ha intervenido al adelantado Francisco de Orellana, que fue en demanda de las amaçonas al río Marañon ó mejor diciendo, á morir á sabiendas, sin se entender; é assi acabó á la boca del río. El adelantado don Pedro de Mendoça fue al río de la Plata é gastó é perdió quanto tenía, é viniendo á España, murió en la mar y echáronle en ella: el adelantado Pamphilo de Narváez tan mal fin é peór hizo él é los que le siguieron, que algunos de ellos se comieron unos á otros, é de seyscientos hombres escaparon tres, y él murió ahogado en la mar: el adelantado don Pedro de Alvarado murió despeñado, é rodando un caballo por un monte áspero, él eslaba debaxo y no se pudo apartar, é arrebatóle é llevóle de peña en peña, é dexóle tal, que desde á pocos días murió; pero rescebidos los Sacramentos como cathólico. El adelantado de Thenerife, don Pedro de Lugo, gobernador de Sancta Marta, desde á poco qué allá fue, murió muy enfermo é pobre, ó á lo menos muy gastado: el adelantado su hijo, don Alonso Luis de Lugo, le subcedió en la gobernación é passó al nuevo reyno donde se hallan las esmeraldas, é vínose á España cargado de ellas é de oro; é tales obras hizo allá, que dexó nombre de tirano, é al pressente anda en esta corte lleno de letigios é presso con la villa por cárcel; pero triunfa. ¿Cómo acabará? Dios lo sabe. El adelantado Álvar Nuñez Cabeça de Vaca, de quien començó esta plática, éstando en su gobernación le prendieron é se levantaron contra él los mismos españoles, é le truxeron presso á la corte, donde fatigado é pobre sigue su justicia contra sus émulos y es mucha lástima oyrle é saber lo que en Indias ha padescido.

Assi que, letor prudente, ved qué título es aqueste de adelantado, que tales dexa á los que le han tenido en las Indias; y parésceme que basta haber nombrado los adelantados que he dicho, para que qualquiera hombre de entendimiento no procure tal título en estas partes. (...)

En un estudio sobre el Adelantamiento de Costa Rica, el abogado y diplomático costarricense Marco Vinicio Vargas Pereira cita decenas de títulos de adelantado conferidos en América, a partir del otorgado a Bartolomé Colón, que después pasó a su sobrino Diego Colón y sus descendientes:

## Cronología de los adelantamientos y de adelantados en América
1494: Primer Adelantamiento titulado de las Indias (Bartolomé Colón), renovado en 1515 en favor de su sobrino Diego Colón).
1499: Adelantamiento de Coquivacoa Alonso de Ojeda. Primer Adelantado del Nuevo Mundo y fruto del primero de los "Viajes Andaluces". Abolido posteriormente por la corona.
1512: Adelantamiento de Biminí (en 1514, Adelantamiento de Florida y Biminí) (Juan Ponce de León, renovado en 1524 en su hijo Luis Ponce de León y Ponce de León).
1514: Adelantamiento de la Mar del Sur (Vasco Núñez de Balboa).

### Carlos Iproclamado rey en 1516, Adelantamientos después de
1518: Adelantamiento concedido a Fernando de Magallanes y Adelantamiento de Yucatán y Cozumel (Diego Velázquez de Cuéllar).
1523: Adelantamientos de Amichel (Francisco de Garay) y de Dauche (Lucas Vázquez de Ayllón)
1524: Adelantamiento de Santa Marta (Rodrigo de Bastidas)
1526: Segundo adelantamiento de Yucatán (Francisco de Montejo) y adelantamiento del río de las Palmas hasta la Florida (Pánfilo de Narváez).
1527: Adelantamiento de Guatemala (Pedro de Alvarado y Contreras).
1528: Adelantamiento de Venezuela (Jerónimo Sailler o Enrique Ehinger).
1529: Adelantamiento del Perú (Francisco Pizarro).
1530: Adelantamiento de Diego de Ordaz (en Venezuela)
1533: Adelantamiento de la jurisdicción de Francisco Pizarro Sebastián de Belalcázar (en Provincia de Popayán, Colombia)
1534: Adelantamientos de Nueva Toledo (Diego de Almagro) y del Río de la Plata (Pedro de Mendoza).
1535: Adelantamiento de Santa Marta (Pedro Fernández de Lugo), renovado en 1539 como Adelantamiento del Nuevo Reino de Granada (Alonso Luis de Lugo).
1536: Adelantamientos del río San Juan hasta Catamez (Gaspar de Espinosa), de Joan Despes y de la Patagonia (Francisco de Camargo).
1537: Adelantamiento de Hernando de Soto.
1539: Adelantamientos de San Juan (Pascual de Andagoya) y de Costa Rica (Hernán Sánchez de Badajoz).
1540: Adelantamientos del Río de la Plata (Alvar Núñez Cabeza de Vaca) y de Cartagena (Pedro de Heredia).

### Adelantamientos después de lasLeyes Nuevasen 1542,Carlos I
1544: Adelantamiento de la Nueva Andalucía (Francisco de Orellana)
1547: Adelantamiento del Río de la Plata (Juan de Sanabria)
1555: Adelantamiento de Chile (Jerónimo de Alderete).

### Felipe IIproclamado rey y Orden para Nuevos descubrimientos por mar (...) Instrucción enviada alVirrey del Perúen 1556
1565: Adelantamientos del Nuevo Reino de Granada, Gonzalo Jiménez de Quesada, la Florida, (Pedro Menéndez de Avilés) y de Costa Rica, (Juan Vázquez de Coronado).
1569: Adelantamiento del Río de la Plata, (Juan Ortiz de Zárate).
1571: Adelantamiento de las Filipinas, (Miguel López de Legazpi).
1571 Adelantamientos del río Marañón, Pongo de Manseriche, etc. Otra cédula dada en 1578 (Juan de Salinas y Loyola)

### Adelantamientos después de lasOrdenanzas de descubrimientosen 1573 - 1576, Felipe II yFelipe III
1574: Adelantamiento de las islas occidentales de la Mar del Sur (Álvaro de Mendaña y Neyra).
1580: Adelantamiento Mayor de las Provincias de Chile (Rodrigo de Quiroga).
1595: Adelantamiento del Nuevo México (Juan de Oñate)
1610: Adelantamiento de la Nueva Galicia (Francisco Pacheco de Córdoba y Bocanegra)

### Felipe Vproclamado rey en 1700, Adelantamientos después de
1705: Adelantamiento del Petén (Martín de Urzúa y Arizmendi)
1715: Adelantamiento de las islas de Palaos (Antonio Fernández de Rojas).
Otros adelantados fueron Juan Torres de Vera y Aragón, fundador de Corrientes, y Jerónimo Luis de Cabrera, fundador de Córdoba (Argentina). Hubo varios adelantamientos hereditarios, como el concedido a Colón, el de Francisco de Montejo, adelantado de Yucatán, cuyos descendientes en España aún utilizan ese título, y el de Juan Vázquez de Coronado, Adelantado de Costa Rica, cuyos descendientes ostentaron el título hasta 1823.